# Cyclopentanon
Cyclopentanon is een organische verbinding (cyclisch keton), met als brutoformule C5H8O. Het is een kleurloze ontvlambare vloeistof met een pepermuntachtige geur. Cyclopentanon is de grondstof van talrijke geneesmiddelen.

## Synthese
Cyclopentanon kan bereid worden door het verhitten van zouten van adipinezuur. Een alternatieve methode is de katalytische oxidatie van cyclopenteen met zuurstofgas of de oxidatie van cyclopentaan.